# كنيس الخراب

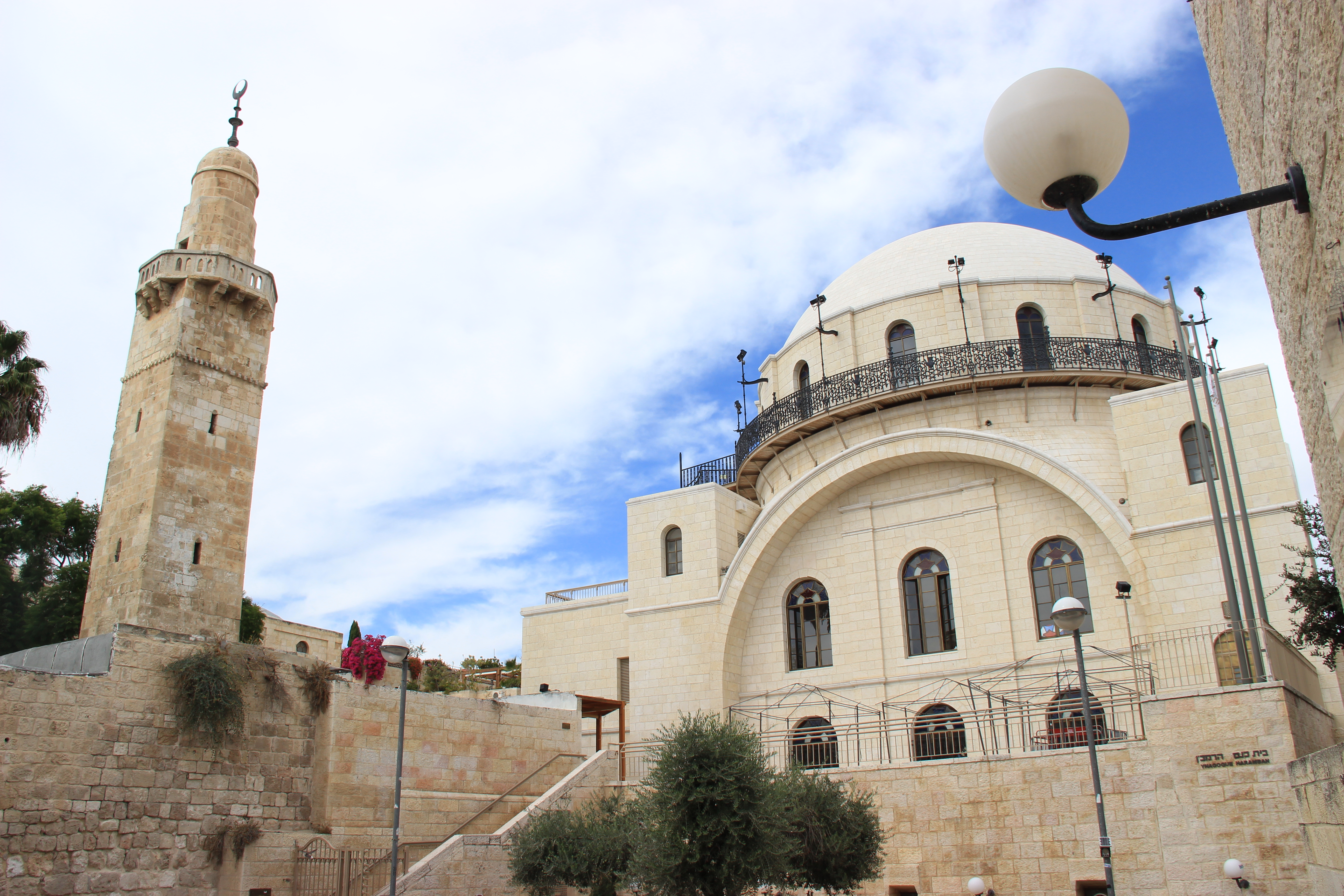
كنيس الخراب

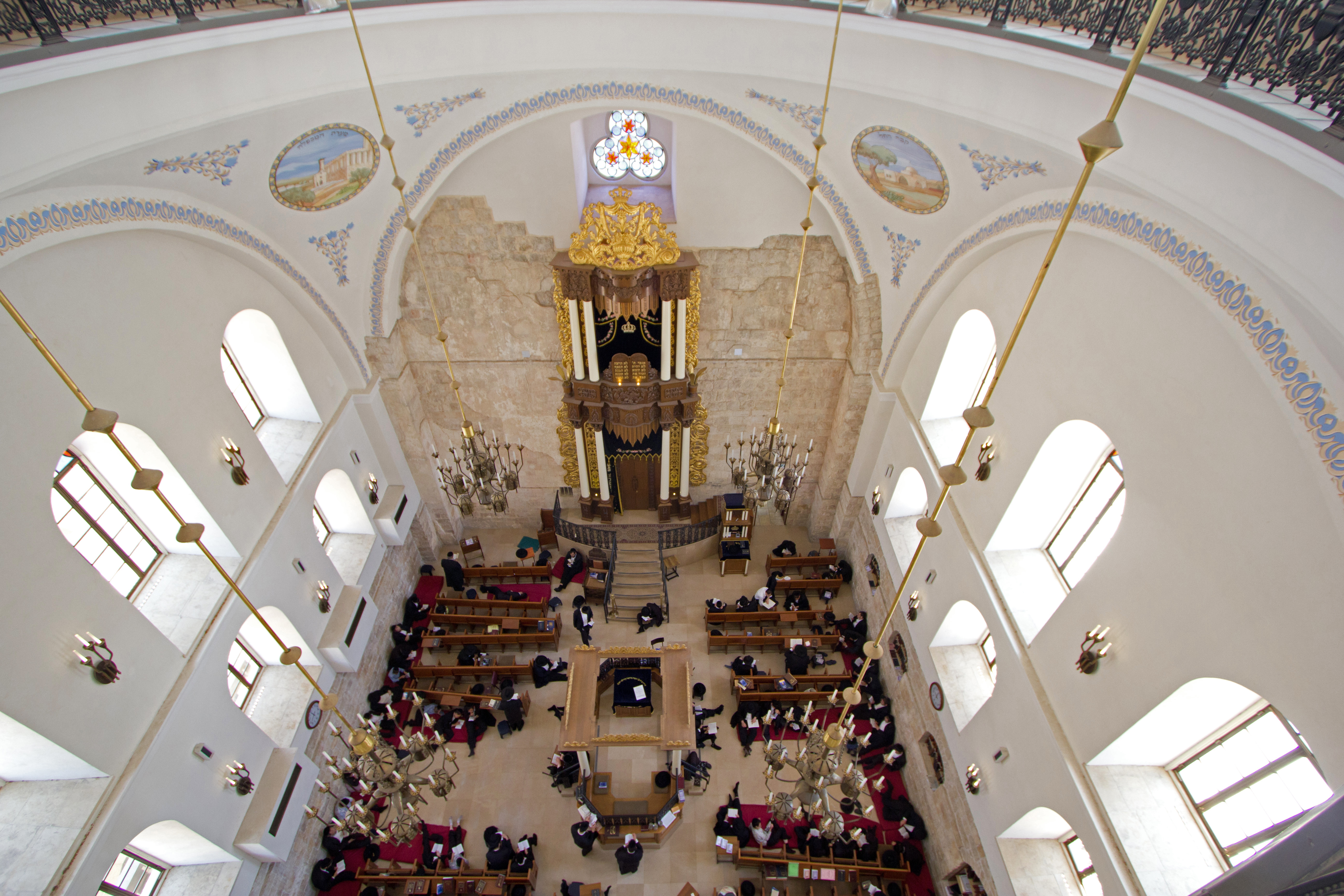
كنيس الخراب من الداخل

كنيس الخراب (بالعبرية: בית הכנסת החורבה) أو خربة الحاخام يهودا التقي (بالعبرية: חורבת רבי יהודה החסיד). هو كنيس يهودي يقع في البلدة القديمة لمدينة القدس. ويقوم الكنيس اليوم على أطلال كنيس بُني لأول مرة في عام 1700م فيما كان يسمى «دير الأشكناز»، ثم هدم وبني عدة مرات.
وأثناء حرب 1948 دمر الكنيس، وحدثت عدة محاولات لوضع تصميم جديد لإعادة بنائه، إلا أنها لم تدخل حيز التنفيذ حينها. وفي عام 2001 قررت الحكومة الإسرائيلية إعادة بناء الكنيس، ورصدت له ميزانية بقيمة 12 مليون دولار تقاسمتها مع يهود متبرعون حول العالم. وبدأ بنائه عام 2006 فور الانتهاء من وضع خرائط هندسية على أساس صور قديمة للكنيس قبل هدمه عام 1948.
وكانت إسرائيل في قرار حكومي آخر قد أوكلت مهام إدارة كنيس الخراب إلى ما يسمى «بصندوق تراث حائط المبكى»، وهي شركة تابعة للحكومة الإسرائيلية تتابع شؤون حائط البراق بشكل مباشر من مكتب رئيس الحكومة الإسرائيلية.
يرتفع كنيس الخراب 24 مترًا وتشمل قبته 12 نافذة، مطلية باللون الأبيض، ويقع على مسافة 300 متر من الجدار الغربي للمسجد الأقصى، وبجواره ملاصقة يقوم المسجد العمري التاريخي المغلق.

## التاريخ

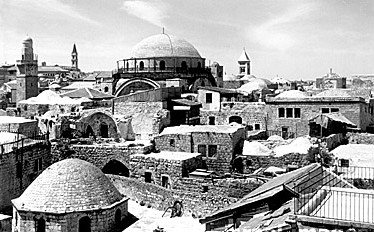
كنيس الخراب عام 1925 قبل تدميره.

حسب المصادر اليهودية كان في القرن الثالث عشر الميلادي باحة في القدس أطلق عليها اسم دير الأشكناز، للجالية الأشكنازية في القدس. وهي الفترة التي طُرد فيها اليهود الأشكناز والمسلمين من الأندلس. وفي عام 1488، وصف عباديا بن ابراهام باحة كبيرة تضم عدة منازل مقصورة على الأشكناز، مجاورة لكنيس مبني على أعمدة في إشارة إلى كنيس رمبن. وكان كنيس رمبن يتشارك في استعماله الأشكناز والسفرديم حتى عام 1586، عندما صادرت السلطات العثمانية المبنى. بعد ذلك أسس الأشكناز كنيسًا داخل ديرهم، بالقرب من باحتهم.

### هاحسيد وما بعده: 1700-1720
في شتاء 1700، وصلت إلى القدس مجموعة من 500 يهودي إشكنازيم بقيادة الحاخام يهودا هاحسيد من أوروبا. وكانوا من المتصوفين العاملين على التعجيل بوصول المسيح المنتظر وذلك باستقرارهم في القدس واتباع أسلوب حياة زاهد. وبعد أيام من وصولهم المدينة، توفي هاحسيد، تبددت آمالهم الخلاصية وبدأت المجموعة بالتفكك. وقد تمكن الذين بقوا منهم من بناء أربعين مسكنًا وكنيسًا صغيرًا في دير الأشكناز. وبعد ذلك مباشرة، قرروا بناء كنيس أكبر، إلا أن المهمة كانت باهظة الثمن. فقد اضطروا لرشوة السلطات العثمانية للسماح لهم لإنشاء المبنى. تكاليف الإنشاء غير المتوقعة والصعوبات المالية وثقل الضرائب الأخرى استنفدت أموالهم. فأصبحوا فقراء واضطروا إلى الاستدانة من العرب، حتى سقطوا تحت وطأة ديون كبيرة. الضغوط والتهديدات من الدائنين دفعتهم إلى إرسال «مشولخ» (مبعوث حاخامي) للخارج طلبًا لأموال لسداد الديون. وفي نهاية عام 1720، ومع عدم سداد الديون، فقد الدائنون العرب صبرهم وأضرموا النار في الكنيس ومحتوياته، وقد سُجن قادة الجماعة الأشكنازية، وبعد ذلك بفترة قصيرة مُنع كل الأشكنازيون من التواجد في القدس. ومع مرور الوقت بُنيت محال تجارية في الباحة وبقي الكنيس خربًا وكومة حجارة، ولذلك أصبح اسمه «خربة الحاخام يهودا هاحسيد».

### مجهودات الپروشيم: 1812–1837
بين عامي 1808 و1812 هاجرت مجموعة أخرى من اليهود الناسكين، يُعرفون باسم «پروشيم»، إلى فلسطين من لتوانيا. وكانوا من أتباع «ڤلنا گاعون» واستقروا في مدينة صفد. وقد ود البعض منهم الاستقرار في القدس واسترجاع المجمع الأشكنازي. إلا أنهم كانوا يخافون من أبناء الدائنين العرب الذين كانوا لا يزالون محتفظين بالكمبيالات القديمة للديون التي مر عليها قرن التي اقترضها أتباع هاحسيد، حيث قد يطالبون المجموعة الجديدة من المهاجرين الأشكنازيين بسداد ديون المجموعة السابقة. كما شكل نسل مجموعة أخرى من اليهود الحسيديم الذين قاموا بالعليا (العودة إلى فلسطين). يبدو أنهم عارضوا أي جهود قام بها الپروشيم لوضع يدهم على خربة الكنيس، مدعين أنها لم تكن قط للپروشيم أو أجدادهم. فقد ادعى الحسيديم أنهم أقرب صلة بالملاك الأصليين وأن حقهم في قطعة الأرض أكبر من حق الپروشيم.
بالرغم من ذلك، ففي أواخر 1815، وصل إلى القدس زعيم پروشيم صفد، الحاخام «مناحم مندل» مع مجموعة من أتباعه. وقد وجهوا جهودهم الرئيسية لإعادة بناء كنيس هاحسيد، الذي كان رمزًا لطرد الأشكنازيم من القدس. وبعملهم هذا كانوا يريدون أن يُظهروا إعادة تأسيس الوجود الأشكنازي في القدس. وكان لإعادة بنائه أهمية قبالية رمزية، فإصلاح مبنى مدمر سابق سيمثل الخطوة الأولى في إعادة بناء كامل المدينة، وهو شرط لوصول المسيح الدجال.
وفي عام 1816 قدّموا التماسًا للسلطات في الأستانة للحصول على فرمان سلطاني بأن عرب القدس لن يُسمح لهم بالمطالبة بديون الأشكنازيم، إلا أن هذا الجهد لم يثمر شيئًا. وبعد عام سافر عدد من زعماء المجموعة، ومنهم «سولومون زلمان شاپيرا» و«سولومون پاخ»، إلى إسطنبول للحصول على هذا الفرمان. وبعد عامين في 1819، تكللت جهودهم بالنجاح وتم إلغاء الديون القديمة. حصلت المجموعة على وثيقة قانونية تحدد تمامًا الموقع الذي اشتراه هاحسيد عام 1700. وكانت المنطقة آنذاك تعج بالمساكن والمحال المتهالكة التي بناها ورثة الدائنين على جزء من الموقع. ثم بعد ذلك سعى الپروشيم للحصول على فرمان آخر يسمح لهم بالبناء في الموقع، بما في ذلك بناء كنيس كبير. إلا أن بعثتين متتاليتين في 1820 و1821 للحصول على فرمان من البلاط العثماني باءتا بالفشل.
وفي انتظار فرمان سلطاني للبناء في الباحة، ود الپروشيم أن يعتمدوا على فرمان قديم مُنح لليهود في عام 1623، والذي ينص على أن لا مانع من البناء في أحيائهم. لذا فبمجرد حصولهم على وثيقة مؤيدة من قاضي القدس في مارس 1824، أصبح من الممكن لهم أن يشرعوا في إعادة بناء المساكن في الباحة. إلا أن البناء من الناحية العملية لم يبدأ قط إذ أنهم لم يتمكنوا من وضع يدهم على قطعة الأرض. وكان السبب فيما يبدو هو المواجهات مع السكان العرب وعدم احترام السلطات المحلية للوثائق المثبتة لملكيتهم للباحة.
وفي 1825، بعد عدم تمكنهم من وضع اليد، سافر شاپيرا إلى أوروبا مرة أخرى. فقد كان يأمل في الحصول على الفرمان المطلوب، والذي سيضع الباحة في يد الپروشيم بدون نزاع، وكان يهدف كذلك لجمع أموال لتغطية نفقات محاولات وضع اليد على الباحة. إلا أن مهمته لم تنجح، كما لم تنجح بعثة تالية عام 1829 قام بها «زلمان زورف»، صائغ فضيات مولود في لتوانيا.

### محمد علي باشا يمنح تصريحاً بالبناء
بعد ضم القدس لمحمد علي باشا عام 1831، سنحت فرصة جديدة للپروشيم فقدموا التماسًا لمحمد علي باعادة بناء الكنيس، إلا أنهم لم يتلقوا ردًا. لم يرد محمد علي أن يحيد عن اتباع العهدة العمرية، التي تضع إرشادات لبناء وترميم دور العبادة لأهل الكتاب. إلا أنه بعد خمسة أشهر من زلزال مايو 1834، خفف محمد علي الحظر وسمح للسفرديم بترميم كنسهم. هذا الإذن حفز الأشكنازيم على القيام بالمزيد من المحاولات لدى السلطات للحصول على التصريح باعادة بناء كنيسهم.
وفي 23 يونيو 1836، بعد سفره إلى مصر، حصل زورف، بدعم من القنصلين النمساوي والروسي في الإسكندرية، على الفرمان الذي طال انتظاره. ويبدو أنه نجح في الحصول على دعم القنصل النمساوي ومحمد علي بذكره اسم البارون «سالومون ماير فون روتشيلد» من فيينا. طمح محمد علي بمنحه التصريح ببناء الخربة، أن يقيم علاقة مالية وسياسية وطيدة مع روتشيلد، والتي ستجلب له التأييد السياسي من كل من النمسا وفرنسا. في الواقع، فإن اهتمام روتشيلد كان مجرد كذبة من زورف، فاتصل ب«زڤي هيرش لرن» في أمستردام، طالبًا أن تحوّل الأموال التي وعد بها شقيق البارون روتشيلد لبناء كنس في فلسطين إلى تعمير الخربة. إلا أن لرن تشكك فيما يسمح به الفرمان على وجه التحديد. فلم يكن هناك إذن صريح ببناء كنيس كبير. (رسالة من زعماء الجالية اليهودية في أمستردام إلى «موشيه مونتيفيوري» في 1849 أكدت أن تصريحًا بكنيس في دير الأشكناز لم يصدر؛ وأنهم فقط سمح لهم ببناء مساكن في المنطقة).

### كنيس مناحم صهيون
بالرغم من الشكوك المذكورة فيما يختص بإنشاء كنيس، شرع الپروشيم، ثقةً منهم في الفرمان المبهم، في إزالة الحجارة باحة الخربة في سبتمبر 1836. وبعد اظهار أساسات الكنيس القديم، يدعي الپروشيم أنهم عثروا كذلك على وثائق قديمة تعود إلى عام 1579، موقعة من إسرائيل نجارة. بعد جدل طويل، قرر الپروشيم ألا يعيدوا بناء فوق خربة هاحسيد، وبدلاً من ذلك أن يقيموا أولاً بناء صغير على حافة دير الأشكناز. إلا أن الدائنين العرب واصلوا رفضهم التخلي عن مطالبهم من اليهود الأشكناز وواصلوا اعاقة العمل. اضطر تصورف، الذي كان يدعي أن الأشكنازيم الموجودين في القدس في وقته لا صلة لهم بالأشكنازيم الذين اقترضوا الأموال في مطلع القرن 18، إلى المثول أمام محكمة طالباً قراراً اضافياً يلغي الديون. وقد ذكر في حيثيات طلبه أن قراراً قد صدر بالفعل يعفي الأشكنازيم من سداد الديون كما ذكر أن مفهوم التقادم في القانون العثماني كفيل بإلغاء ديون أتباع يهودا هاحسيد. وحكمت المحكمة لصالح الأشكنازيين فواصلوا البناء. وتدعي المصادر اليهودية أن تصورف، بالرغم من الحكم، كان عليه مراضاة العرب المحرضين برشاوي سنوية. وأنه حين توقف عن دفع الرشاوي حاولوا قتله. وأنه تعرض لإطلاق النار ذات ليلة من مجهول. وفي مرة أخرى ضـُرب على رأسه بسيف، وتعزي تلك المصادر وفاته بعد ثلاثة أشهر من الحادثة الأخيرة إلى الحادثة. وفي النهاية، انتصر البروشيم وفي يوم الجمعة 6 يناير 1837، دُشـِّن كنيس مناحم صهيون المتواضع في الركن الشمالي الغربي من الباحة. وفي 1854، بـُني كنيس آخر أصغر داخل دير الأشكناز. إلا أن قطعة الأرض التي كان يقوم عليها كنيس هاحسيد قبل 130 عاماً بقيت خربة.

### إعادة بناء خربة هـحسيد: 1857–64
في مطلع عقد 1850، شعر البروشيم بأنهم جاهزين لمحاولة بناء كنيس أكبر في موقع هـحسيد الأصلي. أحد نتائج حرب القرم كان رغبة الحكومة البريطانية في استخدام نفوذها المتصاعد في الأستانة للتدخل لصالح رعاياها اليهود المقيمين في القدس. ففي 13 يوليو 1854، كتب جيمس فين من القنصلية البريطانية في القدس إلى السفير البريطاني في الأستانة واصفاً رغبات الجالية الأشكنازية البالغ عديدها 2,000 شخص في بناء كنيس جديد. وقد ذكر أن الأموال المطلوبة للبناء قد جمعها موشيه مونتيفيوري قبل اثنتي عشر عاماً. كما أرفق فرماناً من 150 سنة يصرح لليهود الأشكنازيين ببناء كنيسهم المخرَّب. ولما كان صك الملكية للأرض قد انتقل (بطريقة غير معروفة) إلى أسرة أمزلاگ الذين كانوا رعايا بريطانيين، فقد عينوا الحاخام هيرشل، المولود في لندن، ابن كبير حاخامات بريطانيا العظمى سولومون هيرشل، ليتفاوض على نقل ملكية الأرض. وقد وافقت القنصلية البريطانية على إسباغ العصمة البريطانية على العقد لمنع تدخل الأتراك أو العرب. فقد كان موضع التساؤل هو ما إذا كان بناء كنيس في الموقع سيعتبر ترميماً لدور عبادة قديم لغير المسلمين أم أنه تأسيس لكنيس جديد يتطلب تصريحاً جديداً من الأتراك. وقد تم الحصول عليه بمجهودات اللورد ناپييه واللورد ستراتفورد ده ردكليف، السفراء البريطانيين إلى الباب العالي، الذين أمـَّنوا الحصول على الفرمان المطلوب في 1854. وفي يوليو 1855، تسلم مونفيوره، أثناء تواجده في إسطنبول، فرماناً، والذي قام بتسليمه بنفسه أثناء زيارته الرابعة للقدس في 1857.
وبصدور الإذن، أقيم حفل بدء الحفر في آخر أيام حانوكا سنة 1855. وفي 22 أبريل 1856، تم وضع حجر الأساس في وجود الحاخام الأكبر للقدس، شموئيل سالانت. وقد كان لسالانت دوراً محورياً في جمع الأموال اللازمة، ومنه قيامه برحلة إلى أوروبا في 1860 وجمع تبرعات كبيرة، خاصة من مونتفيوري. بعض الأحجار المستخدمة في الإنشاء تم شراؤها من المزرعة الصناعية، حيث ساعد فقراء اليهود في قلع الحجارة وصقلها. وفي 7 مايو 1856، تفقد القنصل البريطاني فين الموقع بعد تلقيه شكاوى من المسلمين الذين شكوا أن النوافذ تفتح في وجه المسجد.
وبالرغم من امتلاكهم مقدماً للأموال التي ظنوا أنها كافية للإنشاءات المزمعة، فقد زادت المصاريف. وتباطأت وتيرة الإنشاءات لانعدام الأموال وسرعان ما وجدت الجالية الأشكنازية الفقيرة نفسها مضطرة لجمع المزيد من الأموال من الشتات. أحد المبعوثين الهامين، جاكوب ساپير، ذهب إلى مصر في 1857 وعاد في 1863 بعد زيارة اليمن وعدن والهند وجاوة وأستراليا ونيوزيلندا وسيلان. أكبر تبرع فردي جاء من حزقيل روبن ساسون، اليهودي السفردي الثري في بغداد، الذي أعطى 100,000 من المليون قرش عثماني المطلوبون للإنشاءات. وقد أضاف ابنه، منشه، وابنته، الليدي ساسون، على تبرعه. التبرعات الإجمالية من عائلة ساسون غطت أكثر من نصف المبلغ المطلوب. وقد أشرت خطوة هامة في وحدة الجاليات السفردية والأشكنازية في القدس. متبرع آخر كان الملك فريدريش ڤيلهلم الرابع من پروسيا، الذي نـُثش اسمه فوق المدخل مع المساهمين الآخرين. كما أعطى أيضاً إذناً بجمع التبرعات من الرعايا اليهود في پروسيا. وفي أرجاء أوروبا الغربية جمع المبعوثون التبرعات تحت شعار «استحق الحياة الأبدية بحجر».
بوصول الأموال الجديدة، تقدم العمل الإنشائي. وفي 1862 انتهى السقف المقبب وقد تشرف الحاخام يشايا بردكي، رئيس الجالية الأشكنازية، بوضع الحجر الأخير في القبة. وبعد عامين في 1864، تم افتتاح الكنيس الجديد. وكان حاضراً في الافتتاح البارون ألفونس ده روتشيلد، الذي كان قد نال قبل 8 أعوام شرف وضع أول حجر. وقد أطلق على المبنى رسمياً اسم بيت يعقوڤ – في ذكرى يعقوب ماير ده روتشيلد، الذي وهب ابنه إدموند ده روتشيلد معظم حياته لدعم يهود فلسطين. إلا أن السكان العرب استمروا في تسمية المبنى «الخربة». وعرفاناً بجميل الحكومة البريطانية في تدخلاتها لصالح اليهود، دُعي القنصل البريطاني جيمس فين لحفل الافتتاح الذي احتوى على صلاة شكر. وقد وصف «الترانيم والأناشيد الجميلة بالعبرية»، والحلوى والمشروبات التي تلت ذلك والموسيقى الروسية والنمساوية.

### تدميره أثناء حرب 1948
ظل الكنيس على حاله حتى 25 مايو 1948 عندما حاصر الجيش الأردني بقيادة عبد الله التل مجموعة من قوات عصابات الهاغاناه داخل هذا الكنيس، وطلب الأردنيون من الصليب الأحمر أن يخرج جميع المتمركزين داخل كنيس حوربا حتى لا تقوم القوات الأردنية بقصف الكنيس، فاستغلت العصابات الصهيونية الكنيس كمعسكر حربي ورفضت قوات الهاغانا الخروج من الكنيس. وفي 26 مايو 1948 أعطى عبد الله التل قوات الهاغانا مهلة 12 ساعة للخروج، وإلا يقصف الكنيس، وبالفعل تم طرد عصابات الهاغانا التي تمركزت داخله.

### مراحل بناءه

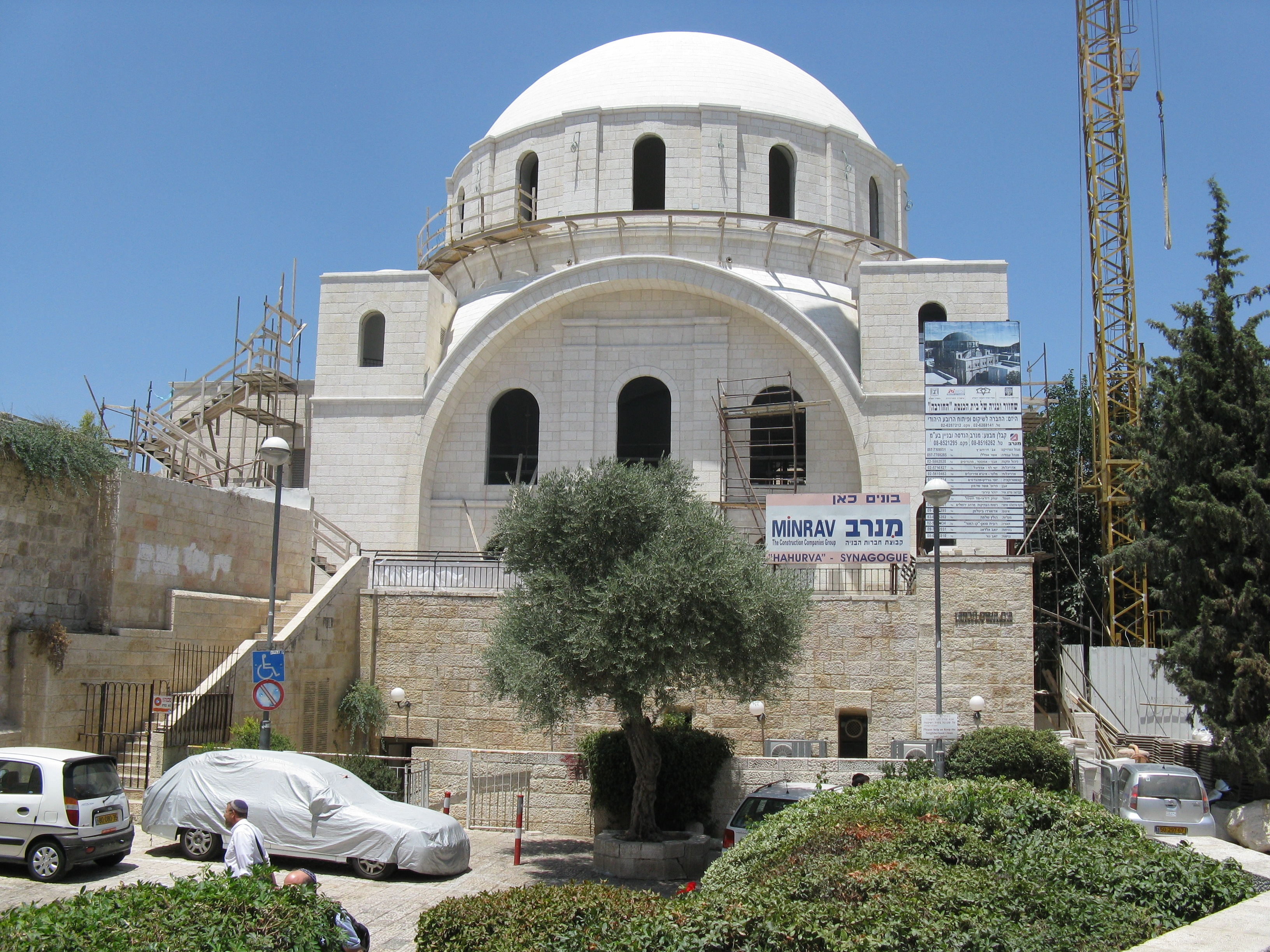
كنيس الخراب عام 2009 قبل افتتاحه عام 2010.

- يعود تاريخه للقرن الـ18م عندما قام اليهود برشوة عمال الدولة العثمانية ليقوموا ببنائه.
- في 1721 هدمه العثمانيين لعدم دفع الضرائب ولذا سمي بكنيس الخراب.
- في 1864 تم بناؤه بعد عدة محاولات.
- في 1948 هدمه الجيش الأردني لكون عصابات الهاجانا اليهودية استعملته كمعسكر لها.
- في 2006 بدأ العمل فيه.
- يعتبر «أكبر وأعلى كنيس يهودي» يبنى بالقرب من المسجد الأقصى.
- أقيم على حساب المسجد العمري وأرض وقفية إسلامية في حارة الشرف، وهو حي إسلامي احتلته إسرائيل عام 1967.

## البناء
صمم وأشرف على بناء كنيس الخراب أسعد افندي، معماري السلطان الرسمي. وقد بني على الطراز البيزنطي الجديد، وكان يرتكز على أربع massive عضادةs في كل ركن وترتفع فوقهم قبة كبيرة. وقد تم إنشاء واحد فقط من تلك الأبراج. الأبراج الثلاثة الأخرى لم يكن فيهم الدور العلوي ولا القبة الصغيرة التي تعلو البرج. الواجهة كانت مكسية بحجر مصقول وضمت نوافذ مقوسة بارتفاع 12.5 متر. ارتفاع الكنيس إلى ما تحت القبة كان حوالي 16 متراً ولأعلى القبة كان 24 متراً.

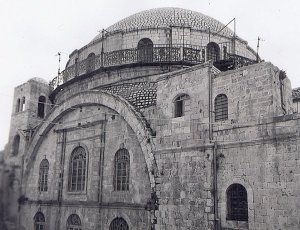
الواجهة الشمالية عام 1930
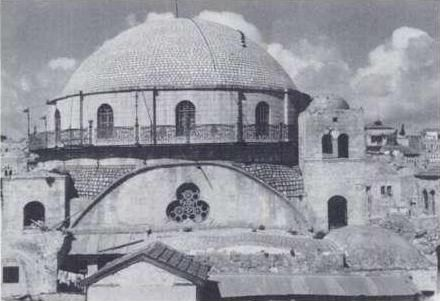
الواجهة الشرقية عام 1930

## المزاعم الإسرائيلية
حسب المزاعم الإسرائيلية تم بناء كنيس الخراب في مطلع القرن الثامن عشر، ثم أعيد بناؤه في منتصف القرن التالي بعد خرابه إلى أن تهدم عام 1948 خلال محاولة إسرائيلية لاحتلال القدس الشرقية ومن هنا جاءت تسميته بـ«الخراب».
وبحسب المزاعم ذاتها فإن حاخاما إسرائيليا عاش في العام 1750م، وكتب يومها متنبئا أن يوم إعادة افتتاح كنيس الخراب هو يوم إعادة بدء البناء في الهيكل الثالث المزعوم.
ويقوم الكنيس على بناء عثماني يقع ضمن الأبنية الإسلامية المجاورة للمسجد العمري وعلى أرض وقفية وعلى حساب بيوت فلسطينية تابعة لحارة الشرف التي فشل الاحتلال بالاستيلاء عليها عام 1948 وفي عام 1967 تم هدم أغلب بيوتها، وإقامة حي استيطاني كبير سمي بـ«حارة اليهود» على حساب حي الشرف.

## المآرب الإسرائيلية
ويدلل تزامن افتتاح الكنيس في القدس المحتلة مع اليوم العالمي من أجل بناء الهيكل المزعوم على حقيقة نوايا ومآرب الاحتلال من وراء بنائه. ومن بين الأهداف غير المعلنة لبناء كنيس الخراب، بنظر خبراء يتابعون قضية القدس ومقدساتها، ما يرتبط باختلاق تاريخ عبري موهوم في القدس دعما للمزاعم السياسية الإسرائيلية في المدينة، وهذا ما يؤكده عالم الآثار الإسرائيلي مائير بن دافيد الذي ينفى كونه موقعا أثريا بخلاف المزاعم اليهودية الرسمية. هذا إضافة لمحاولة إخفاء معالم الحرم القدسي ببناء مقبب مرتفع يحاكي شكله الخارجي باعتباره المعلم العمراني الأوضح والأبرز في القدس من مختلف جهاتها. من جهتها، ترى مؤسسة الأقصى أن ما يسمى كنيس الخراب مشروع تهويدي من الدرجة الأولى مرتبط ببناء الهيكل الثالث المزعوم تتبناه المؤسسة الإسرائيلية الحاكمة وشركات استيطانية تابعة لها.
وتظهر صور فوتوغرافية جديدة أن هناك رسومات كبيرة لعدة معالم إسلامية داخل قبة «كنيس الخراب» كالمسجد الإبراهيمي في الخليل، ومسجد بلال بن رباح في بيت لحم باعتبارهما معلمين يهوديين وفق قائمة المواقع اليهودية التراثية التي أعلنتها إسرائيل بداية شهر مارس سنة 2010.

## التصوير الثقافي
كنيس الخراب في عيون اليهود هو رمز للقدس وتراثها اليهودي، وقد تم تصويره في العديد من اللوحات الفنية، كما ورد ذكره في عدة أعمال أدبية وثقافية. فقد تم تصوير الكنيس، على سبيل المثال، في لوحات فنية للفنان يوسف غايغر وللفنان جونثان كيس-ليف، وفي أعمال الفنان الناجي من الهولوكوست موتكه بلوم. وقد شكل قوس الكنيس خلال عقود رمزًا للحي اليهودي في القدس في أعمال الفنانين الذين صوروا بلدة القدس القديمة.